# Robert Bosschaert de Bouwel
Robertus (Robert) Maria Josephus Bosschaert de Bouwel (Antwerpen, 21 april 1844 – Schoten, 16 mei 1926) was een Belgisch politicus.

## Levensloop
Hij werd geboren in de adellijke familie De Bosschaert de Bouwel.
Hij volgde zijn broer Arthur na diens dood op als burgemeester van Bouwel, een mandaat dat hij zou uitoefenen tot 1903. Hij werd opgevolgd door Const. Keersmakers in deze functie.
In de Onze-Lieve-Vrouwekerk te Bouwel bevindt zich een rouwbord ter ere van hem.